# طاووسک سفید

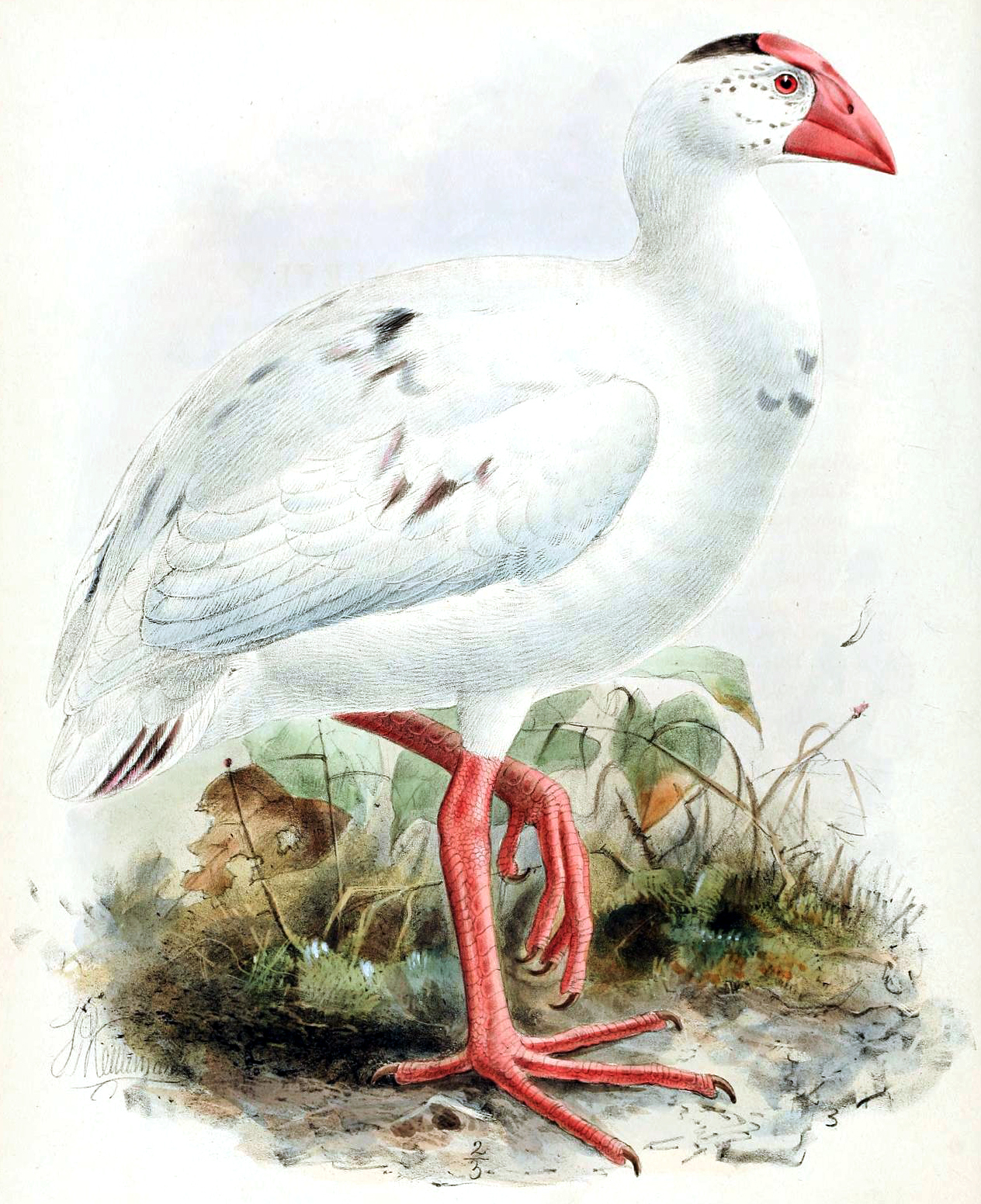
تصویری از نمونه لیورپول، هولوتایپ P. stanleyi (مترادف کوچک P. albus)، توسط Keulemans، ۱۸۷۵

طاووسک سفید (نام علمی: Porphyrio albus)، که همچنین به نام طاووسک لرد هاو، چنگر لرد هاو یا چنگر سفید نیز شناخته می‌شود، گونه‌ای منقرض شده از یلوه است که در جزیره لرد هاو، در شرق استرالیا زندگی می‌کرد. نخستین بار زمانی که خدمه کشتی‌های بریتانیایی بین سال‌های ۱۷۸۸ تا ۱۷۹۰ از جزیره بازدید کردند، دیده شد و تمام گزارش‌ها و تصاویر معاصر در این زمان تولید شد. امروزه دو پوست وجود دارد: گونه‌نام در موزه تاریخ طبیعی وین و دیگری در موزه جهانی لیورپول. اگرچه سردرگمی تاریخی دربارهٔ منشأ نمونه‌ها و طبقه‌بندی و آناتومی پرنده وجود داشته‌است، اکنون تصور می‌شود که گونه‌ای متمایز بومی جزیره لرد هاو بوده و شبیه‌ترین گونه به طاووسک استرالیایی بوده‌است. از آن زمان استخوان‌های زیرفسیلی نیز کشف شده‌است.